# Castanopsis siamensis
Castanopsis siamensis ist eine in Südostasien vorkommende Baumart aus der Familie der Buchengewächse (Fagaceae).

## Merkmale
Castanopsis siamensis ist ein immergrüner, bis zu 20 Meter hoher Baum. 
Die kurz gestielten, ledrigen und spitzen Laubblätter sind gesägt und auf der Blattunterseite filzig behaart und verkahlend.
Die Fruchtbecher (Cupulae) sind mit dünnen, dachziegelartigen Schuppen besetzt. Diese sind am Ende gestutzt. Die Fruchtbecher sind eiförmig oder leicht zusammengedrückt, sie schließen bis drei Viertel der einzigen, kleinen Nuss ein. Die Narbe an der Basis der Nuss ist gekrümmt.

## Verbreitung und Standorte
Die Art ist in Thailand endemisch. Sie wächst in gemischten laubwerfenden und in Eichen-Kiefern-Wäldern in Seehöhen von 400 bis 1000 m.

## Belege
- Chamlong Phengklai: A synoptic account of the Fagaceae of Thailand. In: Thai Forest Bulletin. 2006, Band 34, S. 53–175.
- Castanopsis siamensis in der Flora of Thailand.